# Amorphophallus lewallei
Amorphophallus lewallei là một loài thực vật có hoa trong họ Ráy (Araceae). Loài này được Malaisse & Bamps mô tả khoa học đầu tiên năm 1993.